# Alvaro Gradella
Alvaro Gradella (Portici, 5 gennaio 1954) è un attore e conduttore radiofonico italiano.

## Biografia
Si forma a Padova, dove segue anche un corso di dizione e recitazione, interpretando alcune piece con un gruppo teatrale universitario. Alla fine degli anni '70 si trasferisce a Roma dove conduce programmi radiofonici musicali per la Rai (Spazio X su RadioDue, Stereo Soft su RaiStereoUno} e lavora come attore in produzioni teatrali, cinematografiche e televisive, nonché come doppiatore di film e serie tv (fra cui Capitol, V-Visitors, Dallas).
Rientrato in Veneto alla fine degli anni '80, continua l'attività professionale nel settore radiofonico come conduttore e produttore di talk show politici e di costume, oltre che di programmi musicali e d'intrattenimento.
Viene eletto nel 1995 Consigliere Comunale di Padova, viene rieletto nel 1999 nelle liste di AN e nominato Assessore allo Sport e allo Spettacolo, e poi nel 2001 Assessore all'Ambiente, al Verde e ai Grandi Eventi Popolari. 
Nel 2012 esce il suo primo libro dal titolo L'Aquila e la Spada, un romanzo storico/mitologico ambientato nella Britannia romana alla fine del IV secolo d.C., il cui protagonista è il Generale romano Magno Massimo, personaggio realmente esistito. In questo romanzo, e nei successivi, Gradella narra - su basi storiche e mitografiche (vedansi, fra le altre, Historia Brittonum di Nennio di Bangor e Historia Regum Britanniae di Goffredo di Monmouth, Il sogno di Macsen Wledig dal Mabinogion, nonché Macsen, Maximus and Constantine di John Frederick Matthews - del fondamentale (ma fino ad allora quasi ignorato) contributo di Roma alla nascita della leggenda di Re Artù. Nel dicembre del 2014 esce il suo seguito dal titolo Excalibur - La Spada di Macsen. Grazie a essi, vince nel 2016 il "Premio Giuseppe Morselli" per la Narrativa. Nel 2018, esce il terzo libro di questa saga: Pendragon - La stirpe di Artù.
Negli ultimi anni ha ripreso l'attività di attore cinematografico e televisivo.

## Filmografia

### Attore

#### Cinema
- Acqua e sapone, regia di Carlo Verdone (1983)
- Bonnie e Clyde all'italiana, regia di Steno (1983)
- I due carabinieri, regia di Carlo Verdone (1984)
- Mi faccia causa, regia di Steno (1984)
- Troppo forte, regia di Carlo Verdone (1986)
- Luci lontane, regia di Aurelio Chiesa (1987)
- Antonio guerriero di Dio, regia di Antonello Belluco (2006)
- MissTake, regia di Filippo Cipriano (2008)
- Il leone di vetro, regia di Salvatore Chiosi (2014)
- Red Land (Rosso Istria), regia di Maximiliano Hernando Bruno (2018)

#### Televisione
- Perlasca - Un eroe italiano – miniserie TV (2002)
- Vivere – serie TV (2003)
- Senza via d'uscita - Un amore spezzato – miniserie TV (2007)
- Il falco e la colomba – miniserie TV (2009)
- Maggie & Bianca – serie TV (2016-2017)

### Doppiatore
- Loris Loddi in Ladyhawke, regia di Richard Donner (1985)
- Tom Skerritt in Ai confini della realtà, serie TV, episodio A che serve un amico? (1985)
- Bill Beyers in Capitol, serie TV (1983-1984)
- James Franciscus in Combat! – serie TV, episodio La decisione (1982)

## Teatro
- I soldi, regia di Vito Molinari, con Marina Malfatti, Renzo Palmer e Gianni Musy (1981-1982)